# Епархия Хирардота

Герб епархии Хирардота

Епархия Хирардота (лат. Dioecesis Girardotensis) — епархия Римско-Католической церкви с центром в городе Хирардот, Колумбия. Епархия Хирардота входит в митрополию Боготы. Кафедральным собором епархии Хирардота является церковь святого Непорочного Зачатия Пресвятой Девы Марии.

## История
29 мая 1956 года Римский папа Пий XII выпустил буллу «Quandocumque amplo», которой учредил епархию Хирардота, выделив её из архиепархии Боготы.

## Ординарии епархии
- епископ Alfredo Rubio Díaz (29.05.1956 — 12.02.1961) — назначен епископом Сонсона;
- епископ Ciro Alfonso Gómez Serrano (8.04.1961 — 24.07.1972);
- епископ Jesús María Coronado Caro S.D.B.[1] (10.02.1973 — 30.07.1981) — назначен епископом Дуитамы;
- епископ Rodrigo Escobar Aristizábal (21.05.1982 — 17.09.1987);
- епископ Jorge Ardila Serrano (21.05.1988 — 15.06.2001);
- епископ Héctor Julio López Hurtado S.D.B. (15.06.2001 — по настоящее время).

## Источник
- Annuario Pontificio, Libreria Editrice Vaticana, Città del Vaticano, 2003, ISBN 88-209-7422-3
- Bolla Quandocumque amplo, AAS 49 (1957), стр. 49  (лат.)